# Middletown (Pennsylvania)
Middletown is een plaats (borough) in de Amerikaanse staat Pennsylvania, en valt bestuurlijk gezien onder Dauphin County.

## Demografie
Bij de volkstelling in 2000 werd het aantal inwoners vastgesteld op 9242. In 2006 is het aantal inwoners door het United States Census Bureau geschat op 8858, een daling van 384 (-4,2%).

## Geografie
Volgens het United States Census Bureau beslaat de plaats een oppervlakte van 5,4 km², waarvan 5,3 km² land en 0,1 km² water. Middletown ligt op ongeveer 135 m boven zeeniveau.

## Plaatsen in de nabije omgeving
De onderstaande figuur toont nabijgelegen plaatsen in een straal van 8 km rond Middletown.